# Ахьюпера, Ярмо
Ярмо Ахьюпера  (эст. Jarmo Ahjupera; 13 апреля 1984, Выхма, Вильяндимаа, СССР) — эстонский футболист, нападающий . Выступал за сборную Эстонии.

## Игровая карьера

### Клубная
Окончил спортивную гимназию Audentes, по настоянию отца занимался гандболом и лёгкой атлетикой. Первым клубом на взрослом уровне стал «Выхма Олимпик», выступавший во II лиге (четвёртый дивизион).
С 2001 года игрок клуба «Флора». В свой первый сезон за клуб провёл 5 матчей и был отдан в аренду клубу «Тервис» (Пярну), выступавшему в Эсилиге. Также находился в аренде в эстонских клубах «Валга», «Эммасте» и «Тулевик». В составе клуба «Флора» становился призёром Мейстрилиги, Кубка Эстонии и Суперкубка.
В 2009 был на просмотре в итальянской «Сиене», но в последний момент заключил контракт на 3,5 года с венгерским клубом «Дьёр». 28 марта 2009 года в матче Кубка Венгрии против ФК «Фехервар» Марко Андич сломал Ярмо ногу. После восстановления от травмы играл за вторую команду «Дьёр II» и в аренде в клубе «Уйпешт».
В 2013 году заключил контракт «Уйпешт». Во второй половине 2014 года играл в высшей лиге Эстонии за «Нымме Калью», в 2017 году — за «Тулевик». Также выступал в соревнованиях по пляжному футболу и за клубы низших лиг по большому футболу.

### Международная
Дебютировав в сборной 4 июля 2001 года в матче Кубка Балтии против сборной Литвы, стал самым молодым дебютантом сборной (17 лет и 82 дня). Первый мяч забил 14 ноября 2012 года в матче сборной ОАЭ с передачи Константина Васильева.

## Достижения
- Победитель Эсилига: 1 (2002)
- Серебряный призёр Эсилига: 1 (2001)
- Победитель Мейстрилиги: 1 (2003)
- Серебряный призёр Мейстрилиги: 2 (2007, 2008)
- Победитель Кубка Эстонии: 1 (2008)
- Финалист Кубка Эстонии: 2 (2003, 2006)
- Победитель OTP Банк Лига: 1 (2012/2013)
- Победитель Кубка Венгрии: 1 (2013/2014)
- Финалист Кубка Венгрии: 2 (2012/2013)